# Finale del campionato mondiale femminile di calcio 1999
La finale del campionato mondiale femminile di calcio 1999 si tenne il 10 luglio 1999 al Rose Bowl a Pasadena tra le nazionali femminili di Stati Uniti e Cina. Fu la finale della terza edizione del campionato mondiale femminile di calcio, e terminò con la vittoria ai rigori delle statunitensi.

## Cammino verso la finale

### Stati Uniti
La prima finalista, ovvero gli Stati Uniti, furono sorteggiati nel Gruppo A insieme a Nigeria, Corea del Nord e Danimarca.
La prima avversaria fu la Danimarca, che il 19 giugno a East Rutherford venne sconfitta 3-0 con le reti di Hamm, Foudy e Lilly. Nella seconda giornata le statunitensi umiliarono la Nigeria con un perentorio 7-1 con la doppietta di Milbrett, le reti di Hamm, Lilly, Akers, Parlow e l'autorete di Chiejine che ribaltarono il vantaggio iniziale siglato da Okosieme. Alla terza e ultima giornata le statunitensi sconfissero 3-0 anche la Corea del Nord con rete di MacMillan e la doppietta di Venturini. La classifica finale vide gli Stati Uniti finire a pieni punti, seguite dalla Nigeria con 6, Corea del Nord con 3 e Danimarca con 0, con queste ultime due eliminate.
Ai quarti, il 1º luglio le statunitensi affrontarono la Germania vice campione in carica a Landover imponendosi per 3-2. Dopo essere andate sotto con l'autorete di Chastain esse ribaltarono il risultato con le reti di Milbrett e della stessa Chastain, ma subirono il pareggio delle tedesche siglato da Wiegmann. A decidere l'incontro fu una rete di Fawcett a metà ripresa.
La semifinale disputata tre giorni dopo a Palo Alto vide gli Stati Uniti affrontare il Brasile: le statunitensi si imposero 2-0 con la rete di Parlow e il rigore trasformato da Akers.

### Cina
Le cinesi furono invece inserite nel gruppo D, insieme a Svezia, Australia e Ghana.
Il 19 giugno, le cinesi batterono la Svezia 2-1 con reti di Jin e Liu che risposero al vantaggio iniziale siglato da Bengtsson. Quattro giorni dopo la Cina umiliò il Ghana con un netto 7-0 grazie alla tripletta di Wen, la doppietta di Zhang e le reti di Jin e Zhao. La terza e ultima avversaria, l'Australia, capitolò anch'essa di fronte alle cinesi con la doppietta di Wen e la rete di Liu, intervallate dal gol australiano di Salisbury. Le cinesi conclusero quindi a punteggio pieno il girone, seguite dalla Svezia con 6 punti; fuori invece Australia e Ghana.
Il 30 giugno, nei quarti di finale, le cinesi eliminarono la Russia a San Jose per 2-0, con le reti di Pu e Jin. In semifinale a Foxborough contro la Norvegia, campione in carica e tra le favorite alla vittoria finale, le cinesi vinsero con un netto 5-0 con le doppiette di Wen e Ailing e la rete di Fan.

### Tabella riassuntiva del percorso
Note: In ogni risultato sottostante, il punteggio della finalista è menzionato per primo.
| Pos. | Squadra        | Pt | G | V | N | P | GF | GS | DR  |
| ---- | -------------- | -- | - | - | - | - | -- | -- | --- |
| 1.   | Stati Uniti    | 9  | 3 | 3 | 0 | 0 | 13 | 1  | +12 |
| 2.   | Nigeria        | 6  | 3 | 2 | 0 | 1 | 5  | 8  | -3  |
| 3.   | Corea del Nord | 3  | 3 | 1 | 0 | 2 | 4  | 6  | -2  |
| 4.   | Danimarca      | 0  | 3 | 0 | 0 | 3 | 1  | 8  | -7  |

| Pos. | Squadra   | Pt | G | V | N | P | GF | GS | DR  |
| ---- | --------- | -- | - | - | - | - | -- | -- | --- |
| 1.   | Cina      | 9  | 3 | 3 | 0 | 0 | 12 | 2  | +10 |
| 2.   | Svezia    | 6  | 3 | 2 | 0 | 1 | 6  | 3  | +3  |
| 3.   | Australia | 1  | 3 | 0 | 1 | 2 | 3  | 7  | -4  |
| 4.   | Ghana     | 1  | 3 | 0 | 1 | 2 | 1  | 10 | -9  |

## Descrizione della partita
La partita, giocata al Rose Bowl di Pasadena, è stata tiepida e nessuna delle due squadre ha avuto molte occasioni. La migliore occasione per entrambe le squadre di segnare è arrivata nei tempi supplementari, quando la cinese Fan Yunjie ha colpito di testa verso il palo che è stato sventato da Lilly.
Dopo che entrambe le squadre hanno concluso a reti inviolate, le squadre si sono affrontate ai calci di rigore per decidere i vincitori della Coppa del Mondo. La Cina tirò per prima e Xie Huilin realizzò, così come Overbeck degli Stati Uniti. Al secondo rigore segnò Qiu Haiyan imitata da Fawcett. Liu Ying calciò il terzo rigore della Cina, ma il suo tiro fu parato dal portiere degli Stati Uniti Scurry. Lilly segnò portando in vantaggio agli Stati Uniti. Zhang Ouying, Hamm e Sun Wen segnarono ciascuna i propri rigori, lasciando Chastain degli Stati Uniti con il rigore decisivo per vincere il torneo,la quale non fallì portando al trionfo delle americane, che conquistarono il titolo in casa.

## Tabellino
| Arbitro: | Nicole Petignat |

|                                      |                      |                                                       |
| Overbeck Fawcett Lilly Hamm Chastain | Tiri di rigore 5 – 4 | Xie Huilin Qiu Haiyan Liu Ailing Zhang Ouying Sun Wen |

| Stati Uniti |  | Cina |

| Stati Uniti (4-3-3) |    |                   |     |      |
|                     |    |                   |     |      |
| P                   | 1  | Briana Scurry     |     |      |
| D                   | 14 | Joy Fawcett       |     |      |
| D                   | 4  | Carla Overbeck    |     |      |
| D                   | 20 | Kate Sobrero      |     |      |
| D                   | 6  | Brandi Chastain   |     |      |
| C                   | 10 | Michelle Akers    | 74’ | 91’  |
| C                   | 11 | Julie Foudy       |     |      |
| C                   | 13 | Kristine Lilly    |     |      |
| A                   | 9  | Mia Hamm          |     |      |
| A                   | 12 | Cindy Parlow      |     | 57’  |
| A                   | 16 | Tiffeny Milbrett  |     | 115’ |
| A disposizione:     |    |                   |     |      |
| A                   | 8  | Shannon MacMillan |     | 57’  |
| D                   | 7  | Sara Whalen       |     | 91’  |
| C                   | 15 | Tisha Venturini   |     | 115’ |
| CT:                 |    |                   |     |      |
| Tony DiCicco        |    |                   |     |      |

| Cina (4-4-2)    |    |              |     |      |
|                 |    |              |     |      |
| P               | 18 | Gao Hong     |     |      |
| D               | 11 | Pu Wei       |     | 59’  |
| D               | 12 | Wen Lirong   |     |      |
| D               | 3  | Fan Yunjie   |     |      |
| D               | 14 | Bai Jie      |     |      |
| C               | 2  | Wang Liping  |     |      |
| C               | 10 | Liu Ailing   | 80’ |      |
| C               | 13 | Liu Ying     |     |      |
| C               | 6  | Zhao Lihong  |     | 114’ |
| A               | 9  | Sun Wen      |     |      |
| A               | 8  | Jin Yan      |     | 119’ |
| A disposizione: |    |              |     |      |
| A               | 7  | Zhang Ouying | 70’ | 59’  |
| C               | 15 | Qiu Haiyan   |     | 114’ |
| D               | 5  | Xie Huilin   |     | 119’ |
| CT:             |    |              |     |      |
| Ma Yuanan       |    |              |     |      |

| Assistenti arbitrali: Ghislaine Labbe (Francia) Ana Pérez (Perù) Quarto ufficiale: Katriina Elovirta (Finlandia) | Regole dell'incontro - due tempi regolamentari da 45 minuti ciascuno; - due tempi supplementari da 15 minuti ciascuno in caso di parità; - tiri di rigore in caso di ulteriore parità; inizialmente cinque per squadra, e a oltranza fino a spareggio in caso di ulteriore parità; - numero massimo di 20 giocatrici per squadra a referto (11 in campo e 9 come potenziali sostituti); - tre sostituzioni permesse. |

|style="width:60%; vertical-align:top;"|
|}